# Tovačov
Tovačov (niem. Tobitschau) − miasto w Czechach, w kraju ołomunieckim.
Około 1897 honorowe obywatelstwo miasta otrzymał Władysław Józef Fedorowicz.
Według danych z 31 grudnia 2003 powierzchnia miasta wynosiła 2 276 ha, a liczba jego mieszkańców 2 605 osób.

## Demografia
| Rok             | 1970  | 1980  | 1991  | 2001  | 2003  |
| --------------- | ----- | ----- | ----- | ----- | ----- |
| Liczba ludności | 2 765 | 2 817 | 2 656 | 2 666 | 2 605 |

Źródło: Czeski Urząd Statystyczny